# Koenigsegg
Кенигзег је шведски произвођач спортских аутомобила високих перформанси, са седиштем у Енгелхолму, округ Сконе, Шведска.

## Компанија
Компанију је основао 1994. године у Шведској Кристијан фон Кенигзег, са намером да произведе спортски аутомобил „светске класе”. Дугогодишњи развој и тестирање довели су до CC8S модела, компанијиног првог легалног серијског возила које је представљено 2002. године.
Кенигзег је 2006. године започео производњу CCX модела, који користи мотор креиран посебно за овај аутомобил. Циљ је био развити аутомобил хомологован за употребу широм света, посебно у Сједињеним Америчким Државама чији строги прописи нису дозволили увоз ранијих Кенигзег модела.
У марту 2009. године, Форбс је модел CCXR навео као једног од „најлепших аутомобила на свету”.
У децембру 2010. године, модел агера је добио награду ББЦ Топ Гир хипераутомобил године.
Осим у развоју, производњи и продаји Кенигзег линије спортских аутомобила, Кенигзег је такође укључен у развојне програме „зелене технологије”, почевши од спортског аутомобила CCXR („моћ цвећа”) са флексибилним горивом и настављајући кроз садашњост са моделом јеско. Кенигзег је такође активан у развојним програмима плаг-ин система електричних аутомобила и следеће генерације клипних мотора. Кенигзег је такође развио мотор без клипа који је своју прву примену пронашао у моделу регера, који је представљен 2015. године.
Кенигзег развија и производи већину главних система, подсистема и компоненти потребних за њихове аутомобиле, уместо да се ослањају на произвођаче. Крајем 2015. године Кенигзег је имао 97 запослених, са одељењем за инжењеринг од 25 инжењера, на челу са оснивачем.
У јануару 2019. године Кенигзег је продао 20 одсто удела кинеској компанији Национална електрична возила Шведске (НЕВС), за 171 милион америчких долара.

## Историја

### Прототипи и производња
Првобитни дизајн модела CC исцртао је Кристијан фон Кенигзег. Индустријски дизајнер Давид Крафорд реализовао је скице као модел величине 1:5. Овај модел је касније смањен како би се створио основни чеп за иницијални прототип Кенигзега који је завршен 1996. године. Током следећих година прототип је прошао опсежно тестирање и изграђено је неколико нових прототипова. Прототипови су у почетку користили мотор Аудија V8, али након што је пропао уговор о испоруци мотора, следећи кандидат је тркачки хоризонтално постављен V12 мотор који је развио Мотори Модерни за тим Скудерија Колони Формула 1, у којем је овај мотор вожен под знаком Субаруа у сезони 1990. године. Ови Субару 1235 мотори су купљени и модификовани за употребу у моделу CC; овај посао није успео када је умро оснивач Мотори Модерни, пославши компанију у банкрот. На крају је Кенигзег развио сопствени мотор заснован на Фордовој модуларној архитектури. Касније је Кенигзег развио властите моторе од нуле, укључујући управљачке системе и пренос, што је врло необично за произвођача малих спортских аутомобила.

### Историја фабрике
Кристијан фон Кенигзег добио је идеју да изгради сопствени аутомобил након што је у младости гледао норвешки стоп трик анимирани филм Pinchcliffe Grand Prix. Прве кораке у свету пословања учинио је у раним двадесетим годинама, водећи трговинску компанију Alpraaz у Стокхолму, у Шведској. Alpraaz је извозио храну из Европе за земље у развоју. Успех овог подухвата пружио је фон Кенигзегу потребну финансијску способност за покретање своје изабране каријере као произвођача аутомобила.
У почетку је компанија Кенигзег била заснована у Олофструму. 1997. године компанији су били потребни већи производни погони и преселили су се на фарму, тик изван Енгелхолма. 22. фебруара 2003. године, један од производних погона запаљен је и тешко оштећен. Кенигзег је потом купио напуштени аеродром који ће користити као своју нову фабрику, а крајем 2003. године један од два велика хангара и пословна зграда су преуређени у фабрику аутомобила. Од тада се компанија налази у близини још увек активног аеродрома Енгелхолма, где клијенти могу доћи приватним авионом. Кенигзег контролише и користи бившу војну писту за пробе својих аутомобила и тестирање великих брзина.
Знак Кенигзега дизајнирао је 1994. године Јакоб Лафтман, на основу хералдичког грба породице Кенигзег. Штит је грб породице још од 12. века, када је члан породице витезован од стране Светог римског царства са седиштем у Немачкој.

### Знак духова
После уласка у напуштен аеродром, где је некада била смештена ескадра „Јохан Род” шведских ваздухопловних снага, Кенигзег је усвојио „симбол духова” који је ексадрила имала у својим авионима, а то су били авиони Саб AJS37 Viggens (тим је такође користио енглеску фразу „Емисија мора да се настави” на њиховим авионима) као почаст ескадрили. Знак се види на моделима изграђеним у фабрици која је претворена из њиховог хангара, укључујући моделе CCX, агеру, агеру R, један:1 и регеру.

### Покушај куповине Саба
Дана 12. јуна 2009. године, медији су објавили да је Кенигзег група, коју чине Кенигзег аутомобили, Кристијан фон Кенигзег, Бард Екер и група инвеститора на челу са Марком Бишопом, да су потписали писмо о намерама са Сабом за преузимање марке од Џенерал моторса. Џенерал моторс је потврдио да је 16. јуна изабрао Кенигзег групу за купца Саб аутомобила. Договор, који треба да буде затворен 30. септембра 2009. године, обухватио је 600 милиона америчких долара за финансирање од Европске инвестиционе банке, загарантованог од стране шведске владе. За поређење, у 2008. години Кенигзег са 45 запослених произвео је 18 аутомобила по просечној цени од милион америчких долара; Саб је запошљавао 3.400 радника и направио више од 93.000 аутомобила.
Џенерал моторс је 18. августа објавио да је уговор потписан, иако неки детаљи финансирања још увек нису завршени. Кенигзег је 9. септембра 2009. године објавио да ће се БАИК група придружити као мањински актер у Кенигзегу.
У новембру 2009. године, Кенигзег је одлучио да не финализује куповину Саба и због тога је напустио преговоре. Временска неизвесност финализације преузимања био је разлог што је Кенигзег изјавио да је напустио посао.

## Модели
Кенигзег CC први је пут објављен 1996. године, док је комплетни прототип производње карбонских влакана са белим лакирањем коначно представљен на сајму аутомобила у Паризу 2000. године. Први купац је купио црвени CC8S 2002. године на сајму аутомобила у Женеви и те године су изграђена још четири аутомобила. Кенигзег CC8S био је представљен у Азији касније те године премијером на салону аутомобила у Сеулу. 2004. године, нови CCR, који је у основи био високо перформантна варијанта модела CC8S, представљен је на сајму аутомобила у Женеви. Произведено је само 14 примерака.
Кенигзег је 2006. године представио CCX, нови модел, створен да би испунио светске прописе за употребу на путевима. То је значило да је аутомобил морао да прође кроз опсежан развој да би испунио најновије и најстроже стандарде за сигурност и емисију гасова које су светске власти захтевале; Кенигзег је, на пример, морао да развије сопствене моторе и друге сродне технологије. Штавише, Кенигзег је једини произвођач спортских аутомобила мале количине који је прошао нове европске тестове удара пешака. Одмах након што је Кенигзег прошао овај тест, захтев је сматран превише компликованим да би га мали произвођачи испунили, тако да је сада непотребно испуњавати ове прописе ако је обим производње одређеног модела мањи од 10.000 аутомобила годишње.
Кенигзег је 2007. године премијерно представио модел CCXR, верзију CCX модела са биогоривом / флексибилним горивом. Аутомобил садржи модификовани мотор, систем за гориво и систем управљања мотором који омогућава аутомобилу да ради на нормалном бензину или етанолу, и у било којој смеши између ова два горива. Етанол има вишу октанску вредност у поређењу са обичним горивом и има унутрашњи ефекат хлађења на комору за сагоревање, што омогућава повећане перформансе.
Кенигзег је 2009. године објавио информације о специјалном издању аутомобила под називом тревита, од којих је три испланирано да се направи, али само два су готова због техничких проблема. Тревита, што на енглеском значи „три белца”, има каросерију у потпуности направљену од Кенигзегових материјала који се састоји од угљеничних влакана обложених дијамантом. Тревита је заснована на CCXR моделу и зато има снагу од 749 kW (1.004 КС) приликом рада на биогориву.
Кенигзег је 2010. године на сајму аутомобила у Женеви објавио информације о новом моделу под називом агера, који на енглеском језику значи „предузми / поступи”. Агеру карактерише Кенигзегов развијени 5.0 литарски V8 мотор у комбинацији са турбопуњачима променљиве турбо геометрије, који има снагу од 682 kW (915 КС), а спаја се на ново развијени седмостепени мењач са двоструким квачилом. Дизајн агере прати јасну линију претходних Кенигзег спортских аутомобила, али додаје мноштво посебних функција, као што су шири предњи колосек, нови стил и аеродинамичне карактеристике и нова унутрашњост; укључујући нову технику осветљења коју је произвођач назвао „Светло духова” која се састоји од микроскопских рупа за скривање унутрашње расвете док се не искључи, а затим светли кроз оно што се чини као чврсти алуминијум. Производња агере завршила се у јулу 2018. године, након што је осам година била у производњи, када су два од три аутомобила финалног издања представљена купцима.
На сајму аутомобила у Женеви 2015. године, Кенигзег је представио нови модел назван регера, што на енглеском језику значи „владати” или „правило”. Регера користи „Кенигзег директ драјв” (KDD) пренос. Испод 48 km/h погон је на два електромотора на задњим точковима, а мотор са унутрашњим сагоревањем (ICE) је искључен. Изнад 48 km/h мотор са унутрашњим сагоревањем је повезан са фиксним односом преноса без мењача, векторским моментом претходно споменутих електромотора и појачан трећим електромотором причвршћеним на погонску осовину.
Кенигзег је свој мотор у почетку базирао на V8 моторном блоку компаније Форд Рејсинг. Ови мотори покретали су почетни погон CC модела. Блок за V8 мотор од 4.8 литара (4.800 cm³) у CCX моделу (Competition Coupe Ten, који ће прославити десет година компаније) за Кенигзег је убацио Grainger & Worrall из Велике Британије, који је такође убацио блок за агерин 5.0 литарски мотор.
Крајем 2018. године Кенигзег је потенцијалним купцима у Аустралији показао замену агере путем виртуелне реалности (енгл. VR). Комапнија је истовремено објавила тизер скице. У почетку се причало да ће се модел звати „рагнарок”, али на јавном представљању аутомобила на салону аутомобила у Женеви 2019. године открили су да се зове јеско, по оснивачевом оцу Јеску фон Кенигзегу. Јеско користи 5.0 литарски V8 мотор који се користи у агери, који на нормалном бензинском мотору има снагу од 1.262 KS (941 kW) и има излазну снагу од 1.578 KS (1.177 kW) и 1.572 Nm обртног момента при 5.100 обртаја у минути на Е85 биогориву. Мотор је повезан са деветостепеним мулти-квачило мењачем са седам квачила које произвођач назива светлосним мењачем. Фокус овог преноса је брже време промене брзине. Аутомобили ће се понудити у варијантама са различитим коефицијентом отпора ваздуха. Аутомобил који ће имати најнижи коефицијент отпора ваздуха моћи ће да постигне брзину од 483 km/h.

### Листа модела
- Кенигзег CC (1996) - 1 прототип[21]
- Кенигзсег CC8S (2002−2004) - 6 јединица (2 са воланом на десној страни); 0 - 100 km/h испод 3,5 секунде; максимална брзина је 387 km/h (тврђено)[22]
- Кенигзег CCR (2004−2006) - 14 јединица; 0 - 100 km/h за 3,2 секунде; максимална брзина је 390 km/h (тврђено), 388,87 km/h (тестирано)[23]
- Кенигзег CCX (2006−2010) - 29 јединица; 0 - 100 km/h за 3,2 секунде; максимална брзина је 394 km/h (тврђено)[24][25]
  - Кенигзег CCGT (2007) - само је једна јединица развијена у сврху такмичења у ФИА ГТ1[26]
  - Кенигзег CCXR (2007−2010) - 8 јединица; 0 - 100 km/h за 3,1 секунду; максимална брзина је 402 km/h (тврђено)[27]
  - Кенигзег CCXR специјално издање (2007) - 2 јединице[28]
  - Кенигзег тревита (2009−2010) - 3 јединице; 0 - 100 km/h за 2,9 секунди; максимална брзина је 410 km/h (тврђено)[29]
- Кенигзег квант (2009) - соларни концепт[30]
- Кенигзег агера (2010−2013) - 7 јединица; 0 - 100 km/h за 3 секунде; максимална брзина је 424 km/h (тврђено)[31]
  - Кенигзег агера R (2011−2014) - 18 јединица; 0 - 100 km/h за 2,8 секунди; 0 - 200 km/h за 7,8 секунди; максимална брзина је 430 km/h (тврђено)[32]
  - Кенигзег агера S (2012−2014) - 5 јединица; 0 - 100 km/h за 2,9 секунди; 0 - 200 km/h за 7,9 секунди; максимална брзина је 430 km/h (тврђено)[33]
  - Кенигзег један:1 (2014) - 6 јединица + 1 прототип; 0 - 400 km/h за 20 секунди; максимална брзина је 440 km/h (тврђено)[34][35][36]
  - Кенигзег агера RS (2015−2018) - 25 јединица, укључујући 3 агере RSR за јапанско тржиште; максимална брзина је 457,86 km/h (тестирано)[37][38]
  - Кенигзег агера финал (2016−2018) - 3 јединице[39][40]
- Кенигзег регера (2015−) - планирано је 80 јединица; 0 - 100 km/h за 2,8 секунди; максимална брзина је 410 km/h (тврђено)[41]
- Кенигзег јеско (2019−) - планирано је 125 јединица
  - Кенигзег јеско апсолут (2020−) - максимална брзина је 483 km/h (тврђено)[42]
- Кенигзег гемера (2020−) - планирано је 300 јединица[43]

## Рекорди
28. фебруара 2005. године, у 12:08 сати по локалном времену, у Нардоу, Италији, CCR је оборио Гинисов светски рекорд за најбржи серијски аутомобил на свету, постигавши брзину од 388,87 km/h на Нардовој стази (кружна стаза обима 12,6 km), чиме је оборен рекорд који је претходно држао Макларен Ф1. Рекорд је држао до септембра 2005. године, када је Бугати вејрон поново оборио рекорд постигавши 408,47 km/h, што је доказано од стране часописа Ауто и возач и Топ Гир. Оба рекорда која су поставили Бугати и Макларен постављени су на Фолксвагеновој сопственој тест стази Ера-Лесин, која је дугачка 9 km.
Кенигзег CCXR држао је рекорд у односу снаге и масе за серијске аутомобиле у тренутку његовог представљања, са односом снаге и масе од 1.3 кг/кс. Касније је Кенигзег један:1 држао овај рекорд, однос снаге и масе од 1 кг/кс.
Године 2008, немачки часопис „Спорт Ауто” извршио је тест 0 - 300 - 0 km/h за серијске аутомобиле, CCX је победио са временом од 29,2 секунде.
У септембру 2011. године агера R оборио је Гинисов светски рекорд за 0 - 300 km/h у времену од само 14,53 секунде и 0 - 300 - 0 km/h за 21,19 секунди. Кенигзег је побољшао овај рекорд резултатом модела један:1 8. јуна 2015. године. Остварио је 0 - 300 km/h за 11,92 секунди и 0 - 300 - 0 km/h за 17,95 секунди (побољшање од 3,24 секунде у односу на рекорд Кенигзег агера R из 2011. године), такође је постигао 0 - 322 km/h (0 - 200 mi/h) за 14,33 секунде и 0 - 322 - 0 km/h (0 - 200 - 0 mi/h) за 20,71 секунду.
1. октобра 2017. године агера RS поставила је незванични рекорд за 0 - 400 - 0 km/h са временом од 36,44 секунде. Рекорд је постављен на аеродрому Вандел у Данској и оборио је рекорд од 42 секунде који је Бугати широн поставио неколико недеља раније.
4. новембра 2017. године агера RS поставила је нови рекорд за најбржи аутомобил на свету са просечном брзином од 446,97 km/h. Рекордна вожња обављена је на затвореном делу удаљеном 18 km од државног пута у Пахрумпу, Невади, Сједињене Америчке Државе. Истог дана оборили су и свој рекорд од 0 - 400 - 0 km/h који су поставили неколико недеља раније (33,29 секунди у поређењу са старијим рекордом од 36,44 секунде). Касније је инструментом потврђено да је аутомобил прегазио брзину од 457,94 km/h.

## Награде
- Топ Гир - Награда 2010. године - Агера постаје ББЦ Топ Гир хипераутомобил године
- Ред Дот - Награда за одличан дизајн
- Награда националног Шведског дизајна - Одлична шведска форма (швед. Utmärkt Svensk Form)
- Номинација за предузетника године - Företagarna - Шведска
- „Powercar” - Суперегзотични увоз 2007 и 2008 године - Немачка